# ZNF497
ZNF497‏ (Zinc finger protein 497) هوَ بروتين يُشَفر بواسطة جين ZNF497 في الإنسان.